# 노아 선배는 친구.
《노아 선배는 친구.》(일본어: のあ先輩はともだち。)는 아키야마 엔마에 의한 일본의 만화. 《주간 영 점프》(슈에이샤)에서 2023년 32호(2023년 7월 6일)부터 연재 중. 2025년 4월 시점에서 누계 60만부를 돌파하고 있다.

## 줄거리
사회인 2년째의 오오츠카 리히토이 잔업을 마치고 귀가하려고 했을 때, 같은 회사에 근무하는 바리캬리의 선배인 사오토메 노아의 뒤의 얼굴을 알게 된다. 술을 마시면서 남자친구에게 흔들렸다고 울며 정서 불안정한 노아는 평소 회사에서 보여주는 표정과는 전혀 다른 표정을 보이고 있었다. 그런 노아와 그녀로부터 친구가 되길 바란 이인과의 사무실 모두 코미디가 시작된다.

## 등장인물
사오토메 노아 (일본어: 早乙女望愛)
어떤 게임 회사에서 일하는 아트 디렉터. 11월 9일 태생의 27세. 혈액형은 B형으로, MBTI는 ENFP. 신장은 두꺼운 바닥 포함으로 155센티미터. 표의 얼굴은 사내의 누구로부터도 의지되는 바리캬리(「바리바리 일하는 커리어 우먼」의 약어)이지만, 실제로는 열심히 취하고 있는 것만으로 정서 불안정한 아이와 같은 성격을 하고 있다. 사람과의 거리감이 이상해, 과거에 사귀고 있던 전 카레에게는 매회 도망치고 있다. 그렇다고는 해도 직무 수행 능력은 높고, 드라마 등으로부터의 인풋을 게을리하지 않는 등 진지한 곳도 있다.
오오츠카 리히토 (일본어: 大塚理人)
어떤 게임 회사에서 일하는 캐릭터 모델러. 10월 7일 태생의 23세. 혈액형은 A형으로, MBTI는 INTJ. 키는 171센티미터. 「인생 에너지 절약으로 좋다」라고 깨닫는, 사토리 세대의 청년. 그래서 일도 연애도 진심의 노아를 존경하고 있다. 노아로부터의 친구가 되지 않는가 하는 부탁을 승낙한 것으로부터, 정서 불안정한 노아에 휘두르는 나날이 시작되어 버린다.

## 서지 정보
- 아키야마 엔마 《노아 선배는 친구.》슈에이샤 〈영 점프 코믹스〉 , 기간 7권 (2025년 7월 17일 현재)
  1. 2023년 10월 19일 발매[3], ISBN 978-4-08-892862-3
  2. 2024년 2월 19일 발매[4], ISBN 978-4-08-893114-2
  3. 2024년 6월 19일 발매[5], ISBN 978-4-08-893265-1
  4. 2024년 9월 19일 발매[6], ISBN 978-4-08-893375-7
  5. 2025년 1월 17일 발매[7], ISBN 978-4-08-893481-5
  6. 2025년 4월 17일 발매[8], ISBN 978-4-08-893619-2
  7. 2025년 7월 17일 발매[9], ISBN 978-4-08-893740-3